# 亚历山德鲁·米特里策
亚历山德鲁·约努茨·米特里策（羅馬尼亞語：Alexandru Ionuț Mitriță，1995年2月8日—）是一名罗马尼亚职业足球运动员，司职进攻中场或边锋，效力于中国足球超级联赛浙江职业足球俱乐部和罗马尼亚国家队。
米特里策曾代表本国的多支球队效力。2015年，20岁的他转会至佩斯卡拉。在意大利效力两年后，他回到罗马尼亚，首次租借加盟家乡俱乐部克拉约瓦大学，成为主力球员，帮助球队在2017-18赛季赢得了罗马尼亚杯。他在2019年转会至美国球队纽约城足球俱乐部，并以800万欧元的转会费成为该队的指定球员。在多次租借到沙特和希腊之后，米特里策于2023年夏天返回母队克拉约瓦大学。2025年6月，米特里策转会加盟中超球队浙江队。
在国家队层面，米特里策曾代表罗马尼亚多个梯队出场，并在2018年3月的友谊赛中登场，完成成年国家队首秀。2019年10月12日，他在客场3比0战胜法罗群岛的比赛中打进了个人国家队的首粒进球。

## 俱乐部生涯

### 职业生涯前期
米特里策出生于克拉约瓦。2011年，他在塞维林堡开始了他的职业生涯，并于2013年初加盟康斯坦察灯塔。同年9月，18岁的他被租借到布加勒斯特星足球俱乐部，为其参加欧洲青年联赛的青年队效力；他在俱乐部一线队仅参加了一场罗马尼亚杯比赛，次年便回到了康斯坦察灯塔。
2014年2月23日，米特里策在客场以2比1战胜布加勒斯特迪纳摩的比赛中首次亮相。同年5月21日，他打进了自己的首个罗甲进球，帮助球队1比0战胜了恰赫勒乌。

### 佩斯卡拉
2015年7月，米特里策转会至意大利俱乐部佩斯卡拉，转会费据传约为100万欧元。他在首个赛季中出场20次，打进1球，帮助球队升入意甲联赛。2017年5月22日，他在主场2比0战胜巴勒莫的比赛中攻入首球。

### 克拉约瓦大学
2017年7月21日，克拉约瓦大学宣布同佩斯卡拉达成租借协议。六天后，他在欧洲联赛第三轮资格赛中负于AC米兰的主场比赛中完成了他的球队首秀与欧战首秀，并在8月6日战平阿斯特拉的比赛中攻入首粒进球。8月20日，米特里策在对阵前东家康斯坦察灯塔的比赛中梅开二度，帮助球队2比0取胜。
2017年12月16日，米特里策在对阵最终夺冠的CFR克卢日的比赛中主罚任意球得分，帮助克拉约瓦大学以2比1取胜。几天前，媒体已报道球队即将正式买断他；这一消息在2018年1月17日得到确认：克拉约瓦大学以事先商定的73万欧元完成转会，佩斯卡拉则保留15%的未来转会分成。5月27日，米特里策在罗马尼亚杯决赛中打入一球，并凭借出色表现荣膺全场最佳球员，助球队以2比0击败来自罗乙的赫尔曼施塔特，成功捧杯。他在加盟球队的首个完整赛季中各项赛事出场38次，攻入16球，并入选了联盟评选的争冠附加赛最佳阵容。
2018年7月，米特里策被任命为球队队长并参加了对阵CFR克卢日的罗马尼亚超级杯比赛，最终球队以0比1落败。到常规赛上半程的10月底，他凭借九粒进球并列射手榜榜首。11月9日，在与赛普西的比赛中，米特里策在第57分钟因两次假摔被出示第二张黄牌罚下，比赛最终1比1战平；他还辱骂了主裁判，但仅被禁赛一场。尽管如此，他仍获得了2018年度罗马尼亚足球先生奖项的提名。12月19日，在赛季最后一轮中帮助球队以2比0战胜加斯梅登，完成赛季第四次梅开二度。

### 纽约城
2019年2月4日，米特里策以指定球员身份正式加盟美國職業足球大聯盟球队纽约城足球俱乐部。800万欧元的转会费使这次转会成为当时罗马尼亚联赛历史上第三昂贵的球员转会。2月8日，他在阿布扎比与瑞典球队AIK索尔纳的一场友谊赛中迎来首秀并首开纪录，比赛最终1比1战平，且这一天恰逢其生日。3月2日的赛季揭幕战中，米特里策助攻队长亚历山大·林，帮助球队战平奥兰多城。3月17日，他在与洛杉矶的比赛中打入了个人在正式比赛中的首粒进球，比赛同样以2比2收场。
米特里策在纽约城逐渐成为稳定的得分手，并于9月25日对阵卫冕冠军亚特兰大联的比赛中上演帽子戏法，帮助球队以4比1大胜。尽管球队在接下来的常规赛最后一轮中不敌新英格兰革命，但依然以东部联盟第一的成绩结束赛季。10月23日，米特里策在东部联盟半决赛对阵多伦多的比赛中打满全场，球队最终以1比2失利，无缘晋级。当赛季他在各项赛事中共出场32次，打进13球。凭借出色的个人表现，米特里策在2019年度罗马尼亚足球先生评选中排名第四。

#### 数次租借
2020年10月8日，米特里策租借加盟沙特联赛球队吉达国民，租期至2022年1月31日。此次转会的原因是由于新冠疫情导致的旅行限制，使他无法陪伴即将临盆的妻子。他为球队在各项赛事中出场30次，打入4球，并于2021年8月提前终止合同。
2021年8月31日，米特里策再次被租借，这次前往希腊球队PAOK，加盟由罗马尼亚教练勒兹万·卢切斯库执教的球队，租期至赛季结束。他于9月12日完成首秀，在主场对阵吉安尼纳的比赛中第63分钟替补香川真司登场，最终球队以0比1告负。2022年2月9日，他在希腊杯四分之一决赛中对阵AEK雅典的比赛中完成绝杀，帮助球队2比1获胜。
2022年7月25日，米特里策再次回到沙特联赛，以一年租期加盟布赖代先锋。

### 重返克拉约瓦大学

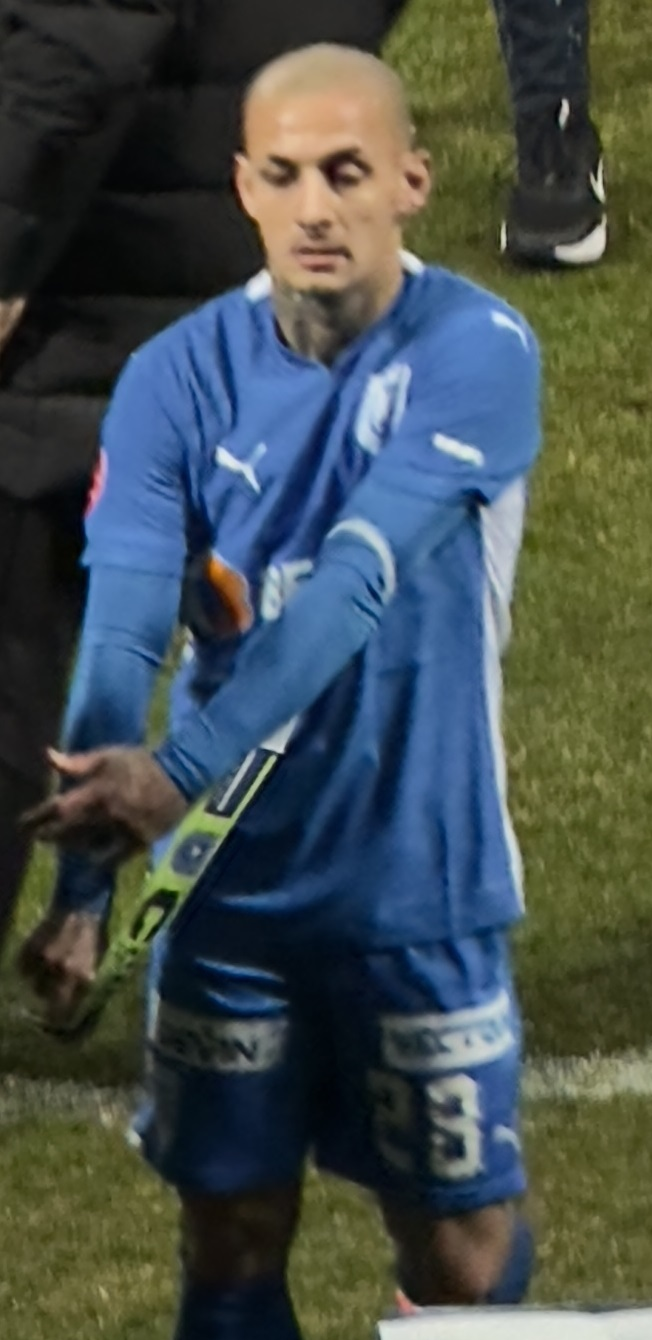
2024年2月29日，米特里策在客胜普洛耶什蒂石油队的比赛中出战。

2023年6月1日，米特里策确认重返克拉约瓦大学，签下一份为期三年的合同。7月18日，在他重返球队的首秀暨个人第100场罗甲联赛中，米特里策制造一粒点球并送出一次助攻，帮助球队在客场2比0击败老对手布加勒斯特迪纳摩。8月12日，他在客场4比1大胜升班马雅西理工的比赛中打入回归后的首粒进球。
2023年11月26日，米特里策在客场对阵升班马加拉茨的比赛中上演帽子戏法，帮助球队3比1获胜。2024年3月4日，他在主场与布加勒斯特快速队的1比1平局中打入一球，从而将联赛进球数提升至10球。5月13日，他在客场与康斯坦察灯塔的3比3平局中再度上演帽子戏法，其中两球来自点球。米特里策以35场比赛16粒进球的成绩结束2023–24赛季，创下个人单赛季进球新高，并在射手榜上排名第四。
2024年8月1日，米特里策在欧协联第二轮资格赛中为克拉约瓦大学打入个人首粒欧洲赛场进球，帮助球队主场3比2战胜马里博尔（总比分3比4被淘汰）。8月18日，他将合同延长至2028年，并设有500万欧元的解约金条款。

### 浙江
2025年6月，米特里策以200万欧元的转会费加盟中超球队浙江队，签下了为期三个半赛季的合约，年薪达170万欧元。曾在中超效力的国家队队长尼古拉·斯坦丘向他推荐了中超联赛。他表示，自己在国家队未受到应有的重视，因此决定转战中超赛场。

## 国家队生涯
2018年3月，在据称给主教练科斯明·孔特拉留下深刻印象后，米特里策首次入选罗马尼亚国家队，备战当月与以色列和瑞典的友谊赛。他于3月24日对阵以色列的比赛中完成国家队首秀，并助攻乔治·图库迪安破门，帮助球队在内坦亚以2比1取胜。
2019年10月12日，米特里策在第69分钟替补弗洛里内尔·科曼登场后攻入个人成年国家队首球，帮助罗马尼亚在客场以3比0战胜法罗群岛。三天后，他再次破门，帮助球队在欧洲杯预选赛中以1比1战平挪威。
2021年10月11日，米特里策在2022年世界杯预选赛中头球破门，帮助罗马尼亚以1比0击败亚美尼亚，这也是罗马尼亚队在布加勒斯特斯特奥亚球场的处子球。自2022年9月至2024年6月，由于与主教练爱德华· 约尔德内斯库及部分队友之间存在矛盾，他未再入选国家队，无缘2024年欧洲杯。
2024年8月30日在约尔德内斯库离任后，新任国家队主帅米尔恰·卢切斯库重新征召了米特里策。他在随后对阵科索沃（客场3比0胜）和立陶宛（主场3比1胜）的两场欧洲国家联赛比赛中均替补登场，并在对阵立陶宛的比赛中打入一球。

## 球员风格
米特里策通常被安排担任进攻中场或左右边锋，他以速度快和技术细腻著称，擅长在一对一对抗中突破对手。

## 个人生活
米特里策的叔叔杜米特鲁也是一名职业足球运动员，曾效力于多支俱乐部，包括克拉约瓦大学和布加勒斯特星队。米特里策曾表示，他从小就崇拜梅西，并以他为榜样。
2018年10月，克拉约瓦大学传奇人物、两届“罗马尼亚足球先生”得主伊利耶·巴拉奇去世后，米特里策将巴拉奇曾给予他的一句忠告纹在了自己颈部后方，以示纪念。

## 生涯数据

### 俱乐部
最後更新：截至2025年5月24日（UTC）進行的比賽
| 俱乐部               | 赛季         | 联赛         | 联赛 | 联赛 | 本土杯赛 | 本土杯赛 | 联赛杯 | 联赛杯 | 洲际大赛 | 洲际大赛 | 其他 | 其他 | 总计 | 总计 |
| 俱乐部               | 赛季         | 赛事         | 出场 | 进球 | 出场     | 进球     | 出场   | 进球   | 出场     | 进球     | 出场 | 进球 | 出场 | 进球 |
| -------------------- | ------------ | ------------ | ---- | ---- | -------- | -------- | ------ | ------ | -------- | -------- | ---- | ---- | ---- | ---- |
| 塞维林堡             | 2010–11      | 罗乙         | 2    | 0    | —        | —        | —      | —      | —        | —        | —    | —    | 2    | 0    |
| 塞维林堡             | 2011–12      | 罗乙         | 3    | 0    | 0        | 0        | —      | —      | —        | —        | —    | —    | 3    | 0    |
| 塞维林堡             | 总计         | 总计         | 5    | 0    | 0        | 0        | —      | —      | —        | —        | —    | —    | 5    | 0    |
| 康斯坦察灯塔         | 2012–13      | 罗甲         | 7    | 0    | 0        | 0        | —      | —      | —        | —        | —    | —    | 7    | 0    |
| 康斯坦察灯塔         | 2013–14      | 罗甲         | 15   | 1    | 0        | 0        | —      | —      | —        | —        | —    | —    | 15   | 1    |
| 康斯坦察灯塔         | 2014–15      | 罗甲         | 27   | 5    | 0        | 0        | 2      | 1      | —        | —        | —    | —    | 29   | 6    |
| 康斯坦察灯塔         | 2015–16      | 罗甲         | 1    | 0    | 0        | 0        | 0      | 0      | —        | —        | —    | —    | 1    | 0    |
| 康斯坦察灯塔         | 总计         | 总计         | 50   | 6    | 0        | 0        | 2      | 1      | —        | —        | —    | —    | 52   | 7    |
| 布加勒斯特星（租借） | 2013–14      | 罗甲         | 0    | 0    | 1        | 0        | —      | —      | 0        | 0        | —    | —    | 1    | 0    |
| 佩斯卡拉             | 2015–16      | 意乙         | 19   | 1    | 1        | 0        | —      | —      | —        | —        | —    | —    | 20   | 1    |
| 佩斯卡拉             | 2016–17      | 意甲         | 15   | 1    | 2        | 0        | —      | —      | —        | —        | —    | —    | 17   | 1    |
| 佩斯卡拉             | 总计         | 总计         | 34   | 2    | 3        | 0        | —      | —      | —        | —        | —    | —    | 37   | 2    |
| 克拉约瓦大学         | 2017–18      | 罗甲         | 31   | 12   | 5        | 4        | —      | —      | 2        | 0        | —    | —    | 38   | 16   |
| 克拉约瓦大学         | 2018–19      | 罗甲         | 18   | 13   | 1        | 0        | —      | —      | 2        | 0        | 1    | 0    | 22   | 13   |
| 克拉约瓦大学         | 总计         | 总计         | 49   | 25   | 6        | 4        | —      | —      | 4        | 0        | 1    | 0    | 60   | 29   |
| 纽约城               | 2019         | 美职联       | 30   | 12   | 2        | 1        | —      | —      | 0        | 0        | —    | —    | 32   | 13   |
| 纽约城               | 2020         | 美职联       | 14   | 4    | 0        | 0        | —      | —      | 3        | 1        | —    | —    | 17   | 5    |
| 纽约城               | 总计         | 总计         | 44   | 16   | 2        | 1        | —      | —      | 3        | 1        | 0    | 0    | 49   | 18   |
| 吉达国民（租借）     | 2020–21      | 沙特联       | 25   | 4    | 1        | 0        | —      | —      | 3        | 0        | —    | —    | 29   | 4    |
| PAOK（租借）         | 2021–22      | 希腊超       | 24   | 1    | 5        | 1        | —      | —      | 9        | 1        | —    | —    | 38   | 3    |
| 布赖代先锋（租借）   | 2022–23      | 沙特联       | 28   | 6    | 0        | 0        | —      | —      | —        | —        | —    | —    | 28   | 6    |
| 克拉约瓦大学         | 2023–24      | 罗甲         | 35   | 16   | 3        | 0        | —      | —      | —        | —        | 1    | 0    | 39   | 16   |
| 克拉约瓦大学         | 2024–25      | 罗甲         | 37   | 19   | 3        | 1        | —      | —      | 2        | 1        | —    | —    | 42   | 21   |
| 克拉约瓦大学         | 总计         | 总计         | 72   | 35   | 6        | 1        | —      | —      | 2        | 1        | 1    | 0    | 82   | 37   |
| 职业生涯统计         | 职业生涯统计 | 职业生涯统计 | 331  | 95   | 24       | 7        | 2      | 1      | 24       | 3        | 2    | 0    | 384  | 106  |

1. 1 2  在欧足联欧洲联赛中出场
2. ↑  在羅馬尼亞超級盃中出场
3. ↑  在中北美洲及加勒比海足球冠军联赛中出场
4. ↑  在亚足联冠军联赛中出场
5. 1 2  在欧足联欧洲协会联赛中出场
6. ↑  在罗马尼亚足球甲级联赛欧战附加赛中出场

### 国家队
最後更新：截至2025年6月10日（UTC）進行的比賽
| 国家队   | 年份 | 出场 | 进球 |
| -------- | ---- | ---- | ---- |
| 罗马尼亚 |      |      |      |
| 2018     | 6    | 0    |      |
| 2019     | 5    | 2    |      |
| 2020     | 3    | 0    |      |
| 2021     | 2    | 1    |      |
| 2022     | 2    | 0    |      |
| 2023     | 0    | 0    |      |
| 2024     | 3    | 1    |      |
| 2025     | 4    | 0    |      |
| 总计     | 总计 | 25   | 4    |

比分和结果中罗马尼亚的进球数列在前，进球栏显示的是每个米特里策进球后的比分。
| 进球数 | 日期           | 比赛场馆                             | 比赛场次 | 对手     | 进球比分 | 终场比分 | 赛事                   |
| ------ | -------------- | ------------------------------------ | -------- | -------- | -------- | -------- | ---------------------- |
| 1      | 2019年10月12日 | 法罗群岛托尔斯港托尔斯球场           | 8        | 法罗群岛 | 2–0      | 3–0      | 2020年欧洲杯预选赛     |
| 2      | 2019年10月15日 | 罗马尼亚布加勒斯特国家体育场         | 9        | 挪威     | 1–0      | 1–1      | 2020年欧洲杯预选赛     |
| 3      | 2021年10月11日 | 罗马尼亚布加勒斯特布加勒斯特星体育场 | 16       | 亞美尼亞 | 1–0      | 1–0      | 2022年世界杯预选赛     |
| 4      | 2024年9月9日   | 罗马尼亚布加勒斯特布加勒斯特星体育场 | 20       | 立陶宛   | 3–1      | 3–1      | 2024–25年欧洲国家联赛C |

## 奖项荣誉
克拉约瓦大学
- 罗马尼亚杯：2017–18
- 罗马尼亚超级杯亚军：2018

PAOK
- 希腊杯亚军：2021–22

个人奖项
- 罗马尼亚最佳球员：2024年3月
- 罗甲最佳阵容:2017–18、2023–24、2024–25[64]
- 罗甲常规赛最佳阵容：2018–19[65]、2023–24
- 罗甲争冠组最佳阵容：2017–18[19]